# 10 000 mètres masculin aux Jeux olympiques d'été de 1952
Navigation
Londres 1948 Melbourne 1956
L'épreuve du 10 000 mètres masculin aux Jeux olympiques de 1952 s'est déroulée le 20 juillet 1952 au Stade olympique d'Helsinki, en Finlande.  Elle est remportée par le Tchécoslovaque Emil Zátopek.

## Résultats
| Rang               | Athlète              | Pays             | Temps   | Notes |
| ------------------ | -------------------- | ---------------- | ------- | ----- |
| Médaille d'or      | Emil Zátopek         | Tchécoslovaquie  | 29:17.0 | OR    |
| Médaille d'argent  | Alain Mimoun         | France           | 29:32.8 |       |
| Médaille de bronze | Aleksandr Anufriyev  | Union soviétique | 29:48.2 |       |
| 4                  | Hannu Posti          | Finlande         | 29:51.4 |       |
| 5                  | Frank Sando          | Grande-Bretagne  | 29:51.8 |       |
| 6                  | Valter Nyström       | Suède            | 29:54.8 |       |
| 7                  | Gordon Pirie         | Grande-Bretagne  | 30:04.2 |       |
| 8                  | Fred Norris          | Grande-Bretagne  | 30:09.8 |       |
| 9                  | Ivan Pozhidayev      | Union soviétique | 30:13.4 |       |
| 10                 | Martin Stokken       | Norvège          | 30:22.2 |       |
| 11                 | Nikifor Popov        | Union soviétique | 30:24.2 |       |
| 12                 | Bertil Albertsson    | Suède            | 30:34.6 |       |
| 13                 | Bertil Karlsson      | Suède            | 30:35.8 |       |
| 14                 | Béla Juhász          | Hongrie          | 30:39.6 |       |
| 15                 | Osman Coşgül         | Turquie          | 30:42.4 |       |
| 16                 | Väinö Koskela        | Finlande         | 30:43.0 |       |
| 17                 | Ould Lamine Abdallah | France           | 30:53.0 |       |
| 18                 | Franjo Mihalić       | Yougoslavie      | 30:53.2 |       |
| 19                 | Hugo Niskanen        | Finlande         | 30:59.6 |       |
| 20                 | Curt Stone           | États-Unis       | 31:02.6 |       |
| 21                 | Fred Wilt            | États-Unis       | 31:04.0 |       |
| 22                 | Marcel Vandewattyne  | Belgique         | 31:15.8 |       |
| 23                 | Raúl Inostroza       | Chili            | 31:28.6 |       |
| 24                 | Thyge Thøgersen      | Danemark         | 31:47.8 |       |
| 25                 | Ahmed Labidi         | France           | 31:52.2 |       |
| 26                 | Kristján Jóhannsson  | Islande          | 32:00.0 |       |
| 27                 | Helmuth Perz         | Autriche         | 32:13.2 |       |
| 28                 | Bill Keith           | Afrique du Sud   | 32:32.4 |       |
| 29                 | Alphonse Vandenrydt  | Belgique         | 33:13.4 |       |
| 30                 | Abdul Rashid         | Pakistan         | 33:50.4 |       |
| 31                 | Luis Velásquez       | Guatemala        | 35:34.0 |       |
| 32                 | Trần Văn Lý          | Viêt Nam         | 37:33.0 |       |
|                    | Les Perry            | Australie        |         | DNF   |

## Légende
Records et Performances
- AR : Record continental (area record)
- CR : Record des championnats (championship record)
- MR : Record du meeting (meet record)
- NR : Record national (national record)
- OR : Record olympique (olympic record)
- PR : Record paralympique (paralympic record)
- PB : Record personnel (personal best)
- SB : Meilleure performance personnelle de la saison (season's best)
- WL : Meilleure performance mondiale de l'année (world leader)
- WJR : Record du monde junior (world junior record)
- WR : Record du monde (world record)

Circonstances et Conditions
- DNF : N'a pas terminé (did not finish)
- DNS : N'a pas pris le départ (did not start)
- DQ : Disqualification (disqualification)
- NM : Aucun essai valable enregistré (No Mark)
- Q : Qualifié « directement » au prochain tour (ou à la prochaine compétition), lors d'une compétition majeure, grâce au classement ou à la réalisation des minima (automatic qualifier)
- q : Qualifié au prochain tour (ou à la prochaine compétition), lors d'une compétition majeure, grâce au repêchage ou à la réalisation de l'une des meilleures performances parmi celles des « non qualifiés directement » (grâce au meilleur temps ou à la meilleure distance par exemple) (secondary qualifier)